# A hadifogoly
A hadifogoly Goldmark Károly 1899-ben Bécsben bemutatott, a trójai háború egy rövid epizódját feldolgozó operája, amely előző három operájához képest igen mérsékelt sikert aratott.

## Az opera szereplői
| Szereplő                           | Hangfekvés   |
| ---------------------------------- | ------------ |
| Akhilleusz, görög vezér            | basszus      |
| Priamosz, trójai király            | basszus      |
| Automédon, Akhilleusz fegyvernöke  | tenor        |
| Idaiosz, Priamosz bizalmasa        | tenor        |
| Főpap                              | ?            |
| Thetisz, istennő, Akhilleusz anyja | mezzoszoprán |
| Briszéisz, a hadifogoly            | alt          |

*Történik: A trójai háború vége felé

## Az opera cselekménye

### I. felvonás
Akhilleusz sátra előtt áldozó harcosok búcsúztatják a csatában elesett Patrokloszt, majd hamvait egy bíborral fedett urnában végső nyugalomra helyezik. Akhilleuszt nagyon megrendítette szeretett barátja halála, haragjában Priamosz ellen tüzeli fel hadseregét. Thetisz azonban le akarja beszélni fiát a harcról. Hát nem elég elégtétel neki, hogy a legyőzött Hektór tetemét lovához kötözve vonszolta, így gyalázva azt meg? Közben Briszéisz Hektór holttestét egy lepellel takarja le: meggyászolja az elesett trójai vezért, aki bátran harcolva lelte halálát. A nő nyíltan néz az őt leleplező Akhilleusz szemébe. Egy együttesben sikerül megingatnia a vezért elhatározásában, ezért az úgy dönt, hogy elküldi a nőt. Briszéisz Aphroditéhez imádkozik a felvonás végén.

### II. felvonás
Másnap reggel Akhilleusz szörnyű álmokkal küzdve ébred álmából. Briszéisz veszi gondozásba: ápolja, szeretgeti a kemény harcost, aki a nő énekétől és gyengédségétől végül megenyhül. Ezután Priamosz lép színre és kéri fia holttestének kiadatását. Végül Akhilleusz enged: átadja Hektór holttestét. Akhilleusz és Briszéisz kettősével zárul az opera. 

## Az opera szövegkönyve és zenéje
A darab szövegkönyve igen gyengén sikerült. A történet központi jelenete az öreg Priamosz király könyörgése fiának, Hektórnak a holttestéért. A cselekmények mozgatója Briszéisz, aki Akhilleusz foglyaként sikeresen lágyítja meg a nagy görög vezér haragját. Rábírja Akhilleuszt a lemondásra, mellé áll szerelmével, így nyújtva kárpótlást Patroklosz haláláért. A cselekmény elég szegényes, talán ennek tudható be, hogy  a jelenetek helyenként igen terjengősek. A librettó író Ernst Schlicht egyedül Priamosz jelenetét dolgozta jól ki dramaturgiailag. A nyitó jelenet Patroklosz temetésének gyászünnepe, ennek a hangja ül az egész művön.
A zene egyértelműen Wagner hatása alatt fogant. A zenedrámai kellékek közül Goldmark az énekbeszéd alkalmazását találta ez esetben fontosnak és célra vezetőnek. Ennek következtében A hadifogolyban nem találunk zárt számokat, a cselekmény túlnyomórészét énekbeszédben, monológokban adják elő a szereplők. Az első felvonás elején Akhilleusz bosszúesküje, valamint Briszéisszel énekelt kettőse a felvonás végén zeneileg igen jól kivitelezett részletek. Ezenkívül figyelemre méltó részlet Briszéisz második felvonásbeli dala. Ebben az esetben Goldmark archaikus megoldásokat alkalmaz: az énekszólamot csak egy hárfa kíséri, de maga az ének először kíséret nélkül szólal meg, majd a hárfa eleinte csak közjátékszerűen kapcsolódik be. 
Azonban a darab legélvezetesebb részletei mégiscsak a hagyományosabb formában megírt, áriaszerű jelenetek és a nyitó jelenet nagy gyászkórusa. A kezdőjelenet egyébként a zeneszerző egyik leghatásosabb opera jelenete. A mű gyengéje, hogy a csúcspontja az elejére kerül és a zene ennek színvonalát nem tudja még egyszer elérni. Külön meg kell említeni a zenekar szerepét, ugyanis ebben a Goldmark operában lényegesen fontosabb szerepet kap, mint a szerző korábbi operáiban. Ami szenvedélyesség, jellem- és helyzetábrázolás az énekszólamokban nincs meg, azt pótolja a zenekar állandóan hullámzó, minden színpadi megnyilvánulást magyarázó és megjelenítő kifejezőkészsége. Mindez a wagneri vezérmotívumok mellőzésével, a melodikus folyamatok erejével történik.
Az opera legfőbb értéke a zene választékossága. A  hadifogoly tisztasága, leszűrtsége, tartózkodása minden hatásvadászattól és rikító színtől már a korabeli kritikának is feltűnt, ugyanakkor zeneileg egyhangúvá tette a művet. A monotonságot csak fokozza a végig következetesen alkalmazott énekbeszéd, az igazi dallamosság hiánya. Azonban ez az egyhangúság nem kizárólag Goldmark hibája. A librettó szűk cselekményű, kevés mondanivalójú, de ugyanakkor kifejező eszközeit tekintve dagályos és homályos értelmű, ennek következtében aligha lehetett volna jobban megzenésíteni. A hadifogoly budapesti premierjére 1899 április 6-án került sor zajos sikerrel, az előadást Gustav Mahler vezényelte. De ezután hamar eltűnt a repertoárból. A budapesti operaház harminc év alatt mindössze tizenegy estén át játszotta mérsékelt sikerrel.